# 瓦勒欧佩什
瓦勒欧佩什（法語：Val-au-Perche，法語發音：[val o pɛʁʃ]）是法国奥恩省的一个市镇，属于莫尔塔涅欧佩什区。该市镇于2016年1月1日由原市镇热马日、莱米蒂耶尔、马勒、拉鲁日、埃尔河畔圣阿尼昂和勒泰伊合并而成，行政中心位于勒泰伊。

## 地名
“瓦勒欧佩什”（Val-au-Perche）一名在法语中意为“在佩什的谷”。

## 地理
瓦勒欧佩什（48°15'50"N, 0°41'17"E）面积63.26 平方千米，位于法国诺曼底大区奧恩省，该省份为法国西北部内陆省份，北起顺时针与卡爾瓦多斯省、厄尔省、厄尔-卢瓦省、萨尔特省、马耶讷省和芒什省接壤。
与瓦勒欧佩什接壤的市镇（或旧市镇、城区）包括：佩尔什昂诺塞、埃尔河畔圣伊莱尔、诺让勒罗特鲁、苏昂塞欧佩什、莱塞蒂约、瑟通、阿沃泽、库德尔河畔圣日耳曼、拉沙佩勒苏埃夫、圣西尔拉罗西耶尔。
瓦勒欧佩什的时区为UTC+01:00、UTC+02:00（夏令时）。

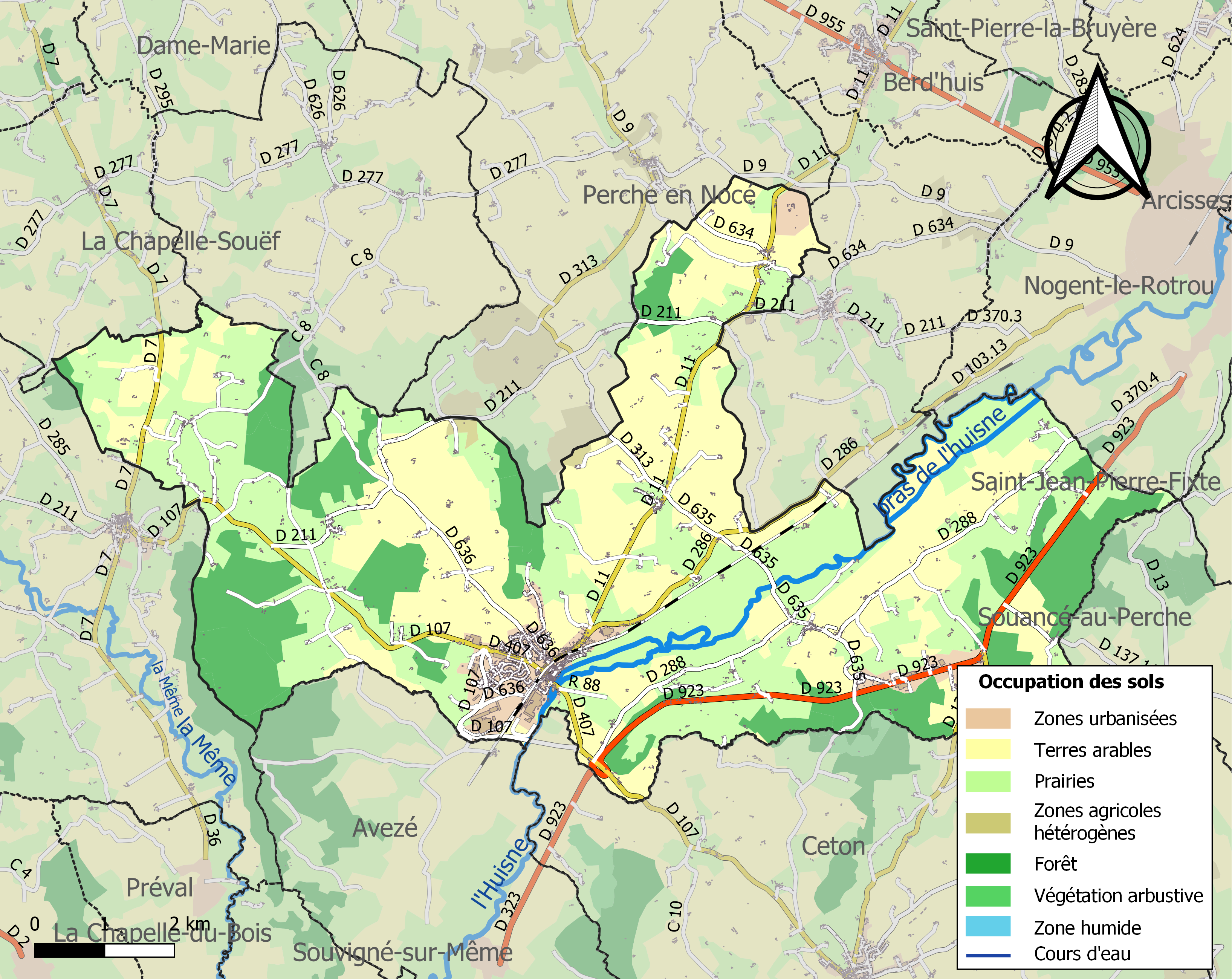
瓦勒欧佩什的OSM定位图

## 行政
瓦勒欧佩什的邮政编码为61130、61260、61340，INSEE市镇编码为61484。

## 政治
瓦勒欧佩什所属的省级选区为瑟通县。

## 人口
瓦勒欧佩什于2022年1月1日时的人口数量为3324人。